# Craig Orme
General de División Craig Orme es un oficial australiano. Durante su carrera ha tenido un considerable comando de personal, política estratégica operativa y experiencia en el extranjero incluyendo tours en Malasia, Irán, Alemania, Reino Unido, Kuwait y los Estados Unidos. Sus comandos incluyen la primera división del Regimiento Blindado, la primera brigada y el Colegio de Defensa de Australia. Sus altos nombramientos de personal han incluido director general de Personal - Ejército y Jefe de Personas Capacidad (J1 ADF). Es el máximo comandante militar en llevar a cabo la operación australiana en la Guerra contra el Estado Islámico.
La experiencia operativa del General de División Orme ha incluido servicio como comandante de pelotón de infantería rifle con el 3 RAR en Malasia en 1982; con el Grupo de las Naciones Unidas de Observadores Militares (UNIIMOG) al final de la guerra Irán- Irak en 1989; como representante australiano de alto nivel en la Fuerza de Tarea Conjunta de la Coalición en Kuwait en 1999; y como representante de Australia sénior en el CENTCOM durante las operaciones iniciales contra los talibanes en Afganistán bajo el general Tommy Franks durante la guerra de Afganistán como comandante de la Joint Task Force 633.

## Estudios y vida familiar
Mayor General Orme tiene una Maestría en Estudios de Defensa (UNSW), una Maestría en Artes en Estudios Estratégicos (Deakin) ; y una Licenciatura en Estudios Militares Artes (UNSW). Él es un graduado de Comando y Estado Mayor de Australia y el Centro de Estudios de Defensa y Estratégicos. Se casó con Teresa en 1981 y tienen dos hijos, Alexandra (1990) y Harry (1992).